# 流水迢迢
《流水迢迢》（英語：Love of Nirvana）是2024年播出的中國大陸武侠古装爱情传奇剧，改編自簫樓的同名小說。該劇由周靖韜、綦晓卉、梁宝全執導，原著作者簫樓与李娜、张杨擔任編劇，任嘉倫、李蘭迪、徐正溪領銜主演。
腾讯视频自2024年9月14日起全网独播。
2024/10/11 起 MOD影劇館+、Hami video 全套上架。

## 演员阵容

### 主要人物
- 任嘉倫 饰演 衛昭／蕭無瑕
- 李蘭迪 饰演 江慈
- 徐正溪 饰演 裴琰

### 其他人物
- 高寒 饰演 崔亮
- 張雅欽 饰演 玉蓮
- 赵华为 饰演 易飛
- 朱元冰 饰演 安澄
- 许睿浩 饰演 童敏
- 叶筱玮 饰演 庄王（三殿下）
- 張豐毅 饰演 谢澈
- 温峥嵘 饰演 容玉蝶
- 陶昕然 饰演 乔燕／燕霜喬
- 姚弛 饰演 洪杰（特别出演）
- 季肖冰 饰演 謝熾，太子。（特别出演）
- 曹斐然 饰演 董涓（特别出演）

## 制作
该剧经历4个月的拍摄，于2023年11月27日宣布杀青。

### 音乐原声带
| 曲序 | 曲目                    | 演唱         |
| ---- | ----------------------- | ------------ |
| 1.   | 梦山河（片头曲）        | 孙楠         |
| 2.   | 寻常（片尾曲，21-40集） | 刘宇宁       |
| 3.   | 迢迢（片尾曲，1-20集）  | 何洁、王栎鑫 |
| 4.   | 勿（插曲）              | 王赫野       |
| 5.   | 誓言（插曲）            | 希林娜依·高  |
| 6.   | 月落谣（插曲）          | 金润吉       |
| 7.   | 入梦（插曲）            | 杨宝心       |

## 原著小說
| 出版時間  | 書籍名稱     | 作者 | 出版社     | 國際標準書號       |
| --------- | ------------ | ---- | ---------- | ------------------ |
| 2009年3月 | 《流水迢迢》 | 簫樓 | 珠海出版社 | ISBN 9787545301670 |

## 外部鏈接
- 電視劇流水迢迢的新浪微博
- 豆瓣电影上《流水迢迢》的資料 （简体中文）